# Domagoj Špoljar
Domagoj Špoljar (* 18. November 1974 in Zagreb) ist ein ehemaliger kroatischer Squashspieler.

## Karriere
Domagoj Špoljar spielte 2000 erstmals auf der PSA World Tour und erreichte seine höchste Platzierung in der Weltrangliste mit Rang 169 im Januar 2009. Mit der kroatischen Nationalmannschaft nahm er 2007 das einzige Mal an den Europameisterschaften teil, gehörte aber mehrfach zum Kader beim European Nations Challenge Cup und gewann mit der Mannschaft dieses Turnier im Jahr 2008. Im Einzel stand Špoljar bei Europameisterschaften von 2004 bis 2008 fünfmal in Folge im Hauptfeld und erreichte 2005 mit dem Einzug in das Achtelfinale sein bestes Resultat. In diesem unterlag er Jan Koukal. Zwischen 2001 und 2011 gewann er mehrfach die kroatische Meisterschaft.
Nach seiner Karriere als Spieler begann er als Trainer zu arbeiten und war auch als Funktionär tätig. Er war Mitbegründer des kroatischen Squashverbandes und dessen Generalsekretär, außerdem war er mehrere Jahre Trainer der kroatischen Nationalmannschaft.

## Erfolge
- Mehrfacher kroatischer Meister